# Sioux (Unternehmen)
Die Sioux GmbH (dt.: IPA: [ˈziːʊks]; engl.: [suː]) ist ein deutscher Schuhhersteller.

## Geschichte

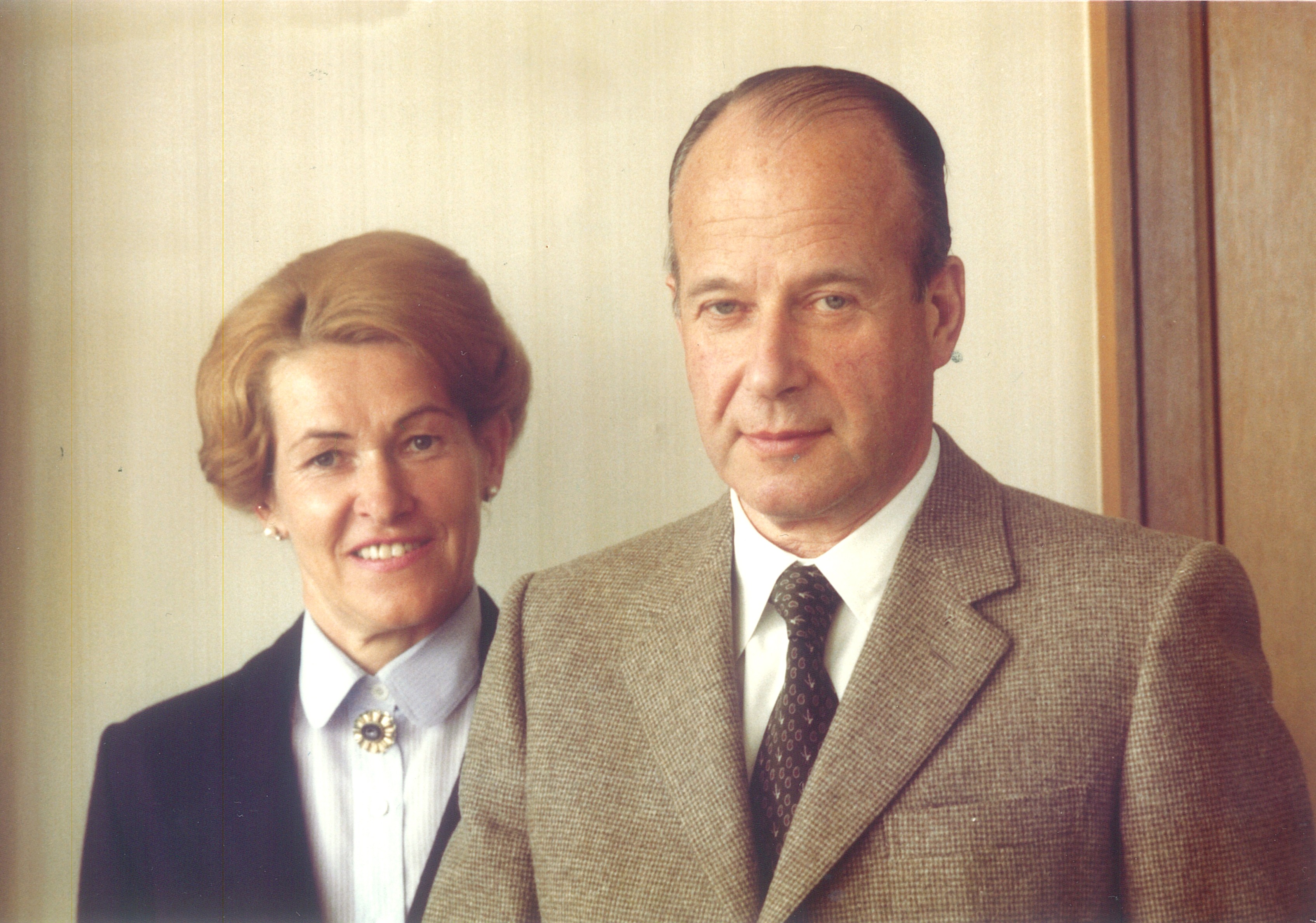
Das Gründerehepaar Karin und Peter Sapper

Das Unternehmen wurde 1954 von Peter Sapper im württembergischen Ort Walheim gegründet. Seine Idee war es, den Mokassin in Deutschland herzustellen. Der Unternehmensname Sioux leitet sich dabei von den gleichnamigen nordamerikanischen Indianervölkern ab, deren bevorzugtes Schuhwerk der Mokassin war. In der Werbung für das Unternehmen und in dessen Online-Auftritt ist bis heute das Motiv des Indianers zu sehen. Neben den Mokassins entwickelte Sioux 1957 den Autoped für Autofahrer und 1964 den Grashopper, einen legeren Schuh. Bei der Schuhproduktion werden die Macharten Mokassin, Sacchetto, San Crispino, Ago, California sowie Flexibel eingesetzt.
Von 1992 bis 2003 war Sioux ein Tochterunternehmen der Kornwestheimer Salamander GmbH, welche wiederum ab 2000 als Tochterunternehmen zur EnBW gehörte. 2002 eröffnete Sioux ein eigenes Laden-Geschäft in Stuttgart. Seither betreibt das Unternehmen eigene Sioux-Boutiquen in Düsseldorf, Essen, Wuppertal, Hannover, Flensburg und Kleve. Zudem unterhält Sioux einen eigenen Online-Shop. Das Sioux Factory-Outlet befindet sich in Bietigheim-Bissingen.
Im Laufe der Jahre hatte sich Sioux „in seinem Heimatmarkt Deutschland eine beachtliche Position erobert“, welche es allerdings ab den 1990er Jahren verstärkt gegen aggressive Wettbewerber zu verteidigen galt. Salamander wurde im Frühjahr 2003 an die Garant Schuh und Mode AG, Düsseldorf, verkauft, nachdem EnBW sich von seiner Schuhsparte trennen wollte. Der Verkauf beinhaltete allerdings nicht die Marken Sioux und die seit 1998 zu Sioux gehörende Herrenschuh-Marke Apollo, welche im Geschäftsjahr 2002 beide schwarze Zahlen geschrieben hatten. Ende 2003 kaufte EganaGoldpfeil in Offenbach am Main die Sioux GmbH inklusive der Marke Apollo von EnBW. Nachdem die Garant Schuh und Mode AG im September 2004 – aufgrund der Salamander-Übernahme – in Insolvenz gegangen war, meldete auch Salamander Zahlungsunfähigkeit an und wurde im März 2005 ebenso von EganaGoldpfeil übernommen. Im August 2008 ging die EganaGoldpfeil Europe (Holdings) GmbH in die Insolvenz, woraufhin deren Gläubiger ihre Ansprüche auch gegen alle Tochtergesellschaften von Egana – also auch gegen Sioux – geltend machten.

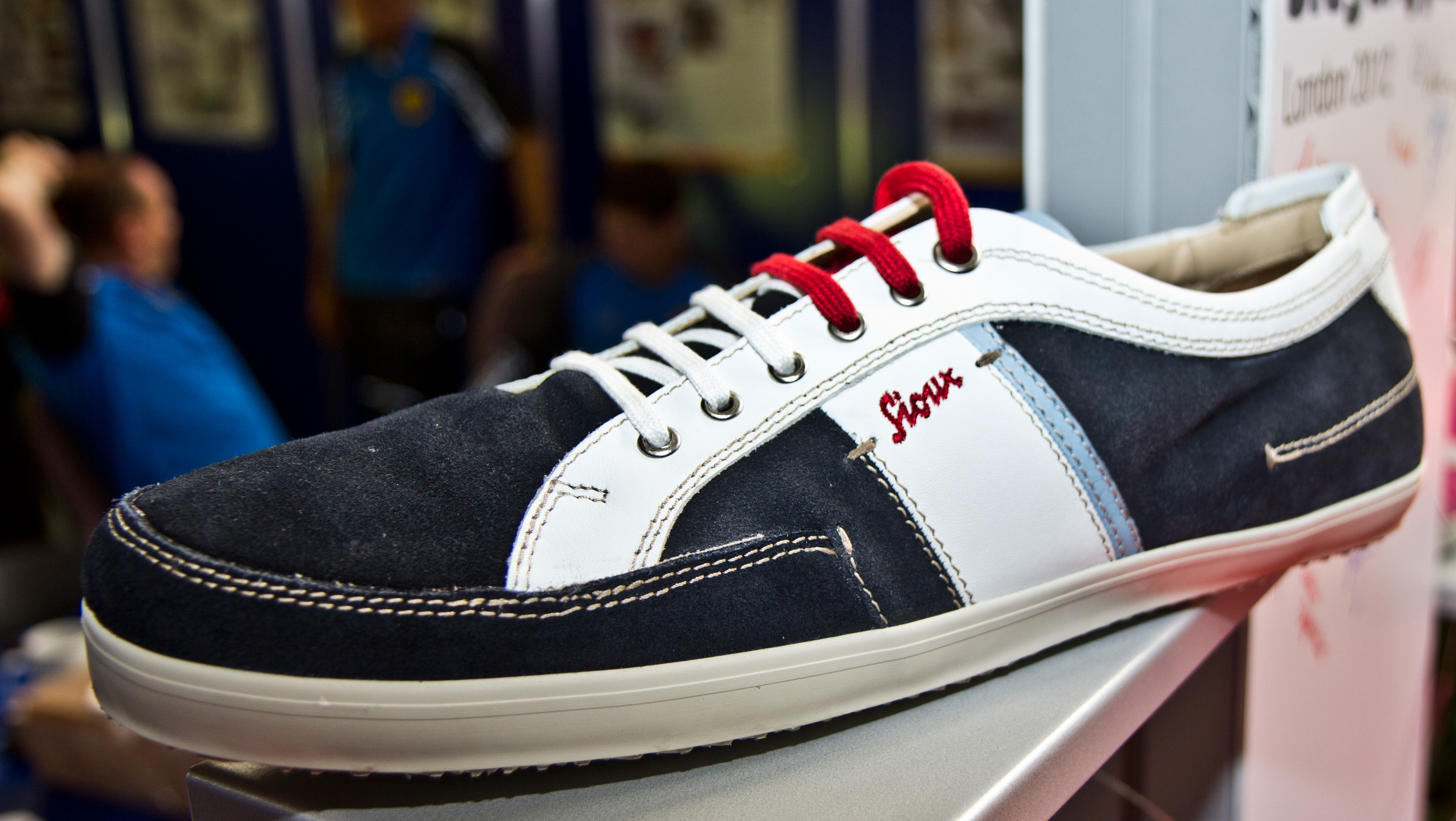
Sioux: Ausstattung der deutschen Mannschaft für die Olympischen Sommerspiele 2012

Seit Anfang 2009 gehört die Sioux GmbH zur Beteiligungsgesellschaft Square Four Investments aus Frankfurt am Main, zu welcher neben einigen Möbelherstellern seit 2008 auch der Schuhsteller Erich Rohde Schuhe (1862 in Guben gegründet, vier Mio. produzierte Schuhe pro Jahr, Insolvenz 2007, Umsatz 2008: 80 Mio. Euro) in Schwalmstadt zählt.
Trotz der Übernahmen blieb Sioux in den jeweiligen Konzernen stets ein eigenständiges Unternehmen. Im November 2009 wurde über eine drohende Insolvenz „der an sich gesunden Firma“ Sioux aufgrund von Betriebsrenten-Zusagen berichtet. Durch den Verzicht der Mehrheit der Gläubiger auf 65 % ihrer Ansprüche und eine Bürgschaft des Landes Baden-Württemberg wurde die Insolvenz Mitte 2010 abgewendet, obwohl der Pensions-Sicherungs-Verein, der die Pensionszusagen der Alteigentümer von Sioux aus den 1960er und 70er Jahren gegenüber den Mitarbeitern im Falle einer Insolvenz von Sioux finanzieren hätte müssen, sich geweigert hatte, einen Teil der Betriebsrenten der Sioux-Mitarbeiter zu übernehmen.
Der Umsatz von Sioux betrug 2009 ca. 40 Mio. Euro. Es werden ca. eine Mio. Schuhe pro Jahr gefertigt. Das Design der Schuhe und die Musterproduktion finden in Walheim statt, produziert wird hauptsächlich im asiatischen Raum, bspw. in Indien. Bis in die 1990er Jahre hatte es eine Sioux-Fertigung in Schrozberg gegeben. Das Verhältnis von Herrenschuhen (60 %) zu Damenschuhen (40 %) soll bei Sioux in den kommenden Jahren zugunsten der Damenschuhe verschoben werden.

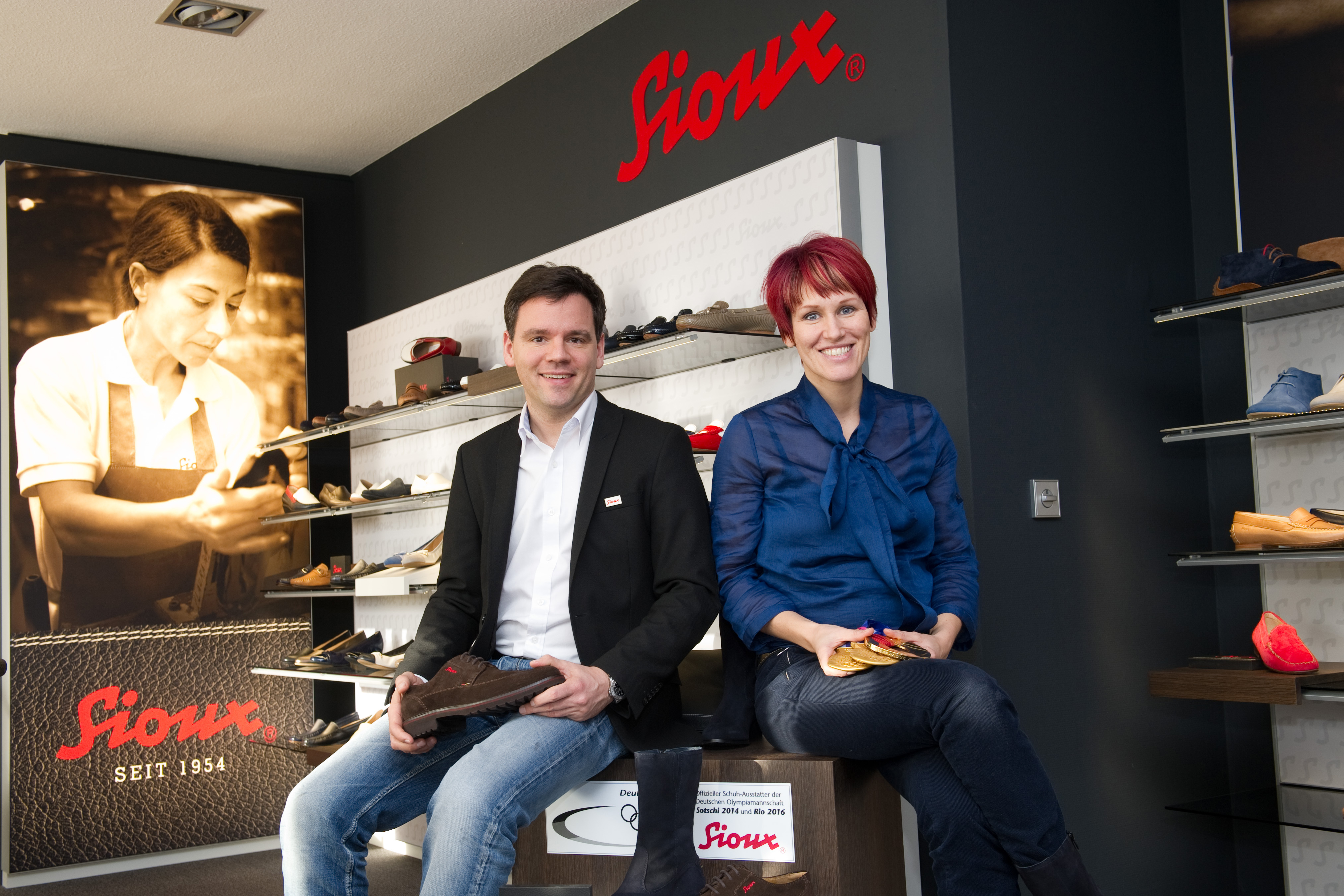
Geschäftsführer Lewin Berner mit Markenbotschafterin Kati Wilhelm im Jahr 2013

Das Unternehmen hat neben der eigenen Marke seit 1998 die Herrenschuh-Marke Apollo im Portfolio. Zusätzlich kreiert, produziert und vertreibt Sioux in Markenlizenz seit 2007 Schuhe, Lederwaren und Accessoires der Marke Joop!. Joop! erneuerte diese Lizenz mit der Sioux-Tochter LAG Leder und Accessoires GmbH Anfang 2010. Seit 2012 verbleibt allerdings lediglich die Lizenz für Joop! Schuhe bei LAG; die Lizenz für Handtaschen und Kleinlederwaren wurde von Joop! anderweitig vergeben. Ebenso 2010 wurde eine Lizenz für Taschen und Gürtel von Daniel Hechter an Sioux vergeben, für welchen Rohde Schuhe bereits seit 1996 Schuhe produziert.
Von 1972 bis 2016 war Sioux zudem Ausstatter der deutschen Olympiamannschaft. Bei den Olympischen Spielen in Peking 2008 stattete Sioux neben der deutschen auch die österreichische (zum 6. Mal) und Luxemburger Mannschaft mit Schuhen aus. Die Wintersportler des DSV (Deutscher Skiverband) gehen seit 2006 in Sioux-Schuhen. Sioux kritisierte 2016 die Entwicklung von Olympia – u. a. ungenügende Bekämpfung von Doping – und plante den Vertrag mit dem DOSB nicht weiter zu verlängern. Wegen der Kritik kündigte der DOSB den Vertrag einseitig fristlos.
Neben dem Fachhandel in Deutschland und dem europäischen Umland hat Sioux weltweit 25 Monomarkenshops. Sioux produziert und vertreibt Damen- und Herrenschuhe für den Business- und Freizeitbereich. Das Unternehmen beschäftigt rund 360 Mitarbeiter.
2020 musste das Unternehmen während der COVID-19-Pandemie, die sich laut Unternehmen negativ auf die Umsatzentwicklung ausgewirkt habe, Insolvenz in Eigenverantwortung anmelden und hofft, „das Schiff wieder seetüchtig“ machen zu können, wie Geschäftsführer Lewin Berner, der 2010 als Investor ins Unternehmen eingetreten war, im Interview erklärte. Am 16. September 2020 wurde bekannt, dass der Geschäftsbetrieb auf eine neu gegründete Tochtergesellschaft der Sioux Holding GmbH übertragen wird. Der Geschäftsbetrieb der Gesellschaft soll am Standort in vollem Umfang weitergeführt werden, die Mitarbeiter werden übernommen.

## Sioux-Modelle

### Autoped
Der Autoped war der erste Konzeptschuh speziell für Autofahrer. Durch eine Rillensohle und eine hochgeführte Kautschukkrepp-Ferse wurde die Haftung auf den Pedalen verbessert und hob Sicherheit und Komfort. Der prominenteste Träger des Autoped war der legendäre Rennfahrer Fritz Huschke von Hanstein (1911–1996). Eine Neuauflage des Sioux Autoped war für 2009 geplant, ist jedoch nie erschienen.

### Intarsia
Der Intarsia war 1958 eine weitere Innovation von Peter Sapper. Das Besondere an diesem Modell war die Noppensohle (Ledersohle mit Gumminoppen), die Vorbild für viele weitere Schuhhersteller war und bis heute ist.

### Grashopper
Der Grashopper wurde von Peter Sapper 1964 lanciert. Der Freizeitschuh mit anatomischer Form wurde weltweit über 10 Millionen Mal verkauft. 1970 hat der englische Schuhhersteller Clarks die Lizenz für den Grashopper erworben, um den Schuh unter dem Namen „Wallabee“ zu vertreiben.

## Preise / Zertifikate
- 1997 Erstes Schuhunternehmen, das nach DIN EN ISO 9001 zertifiziert wird
- 1999 EFFIE in Silber der GWA für besonders effiziente Werbung (als bisher erster und einziger Schuhhersteller)[4]
- 2002 Deutscher Schuh- und Lederwarenpreis für eine besondere Mokassin-Umsetzung[12]
- 2007 Fachhandelspartner Nr. 1 im Segment Herrenschuhe. Verliehen durch die markt-intern-Verlagsgruppe
- 2008 Focus Green in Silber für eine ökologische Variante des Grashoppers.[13]